# Eustenia
Eustenia és un gènere d'arnes de la família Crambidae. Conté només una espècie, Eustenia acuminatalis, que es troba a Java.